# Herb Dąbrowy Tarnowskiej
Herb Dąbrowy Tarnowskiej – jeden z symboli miasta Dąbrowa Tarnowska i gminy Dąbrowa Tarnowska w postaci herbu.

## Wygląd i symbolika
Herb przedstawia czarny równoramienny krzyż na czerwonej tarczy herbowej.

## Historia
Miasto powstało w drugiej połowie XVII w. dzięki Lubomirskim. Nie było własnością ani zakonną, ani biskupią. Możliwe, że jako symbol męczeństwa, mógł odnosić się do wezwania miejscowej fary – Świętych Męczenników.
Według innej wersji miasta wywodzi się z herbu Szreniawa Lubomirskich, założycieli miasta (ok. 1698 r.). Jest to krzyż zaćwieczony na krzywaśni, który w XVIII w. przekształcił się w krzyż łaciński.

## Literatura
- A. Plewako, J. Wanag: Herbarz miast polskich, Warszawa 1994
- P. Gołdyn: Symbolika religijna i kościelna w herbach miast polskich do końca XX wieku, Warszawa 2008
- H. Seroka: Herby miast małopolskich do końca XVIII wieku, Warszawa 2002